# Pagan Poetry
«Pagan Poetry» (en español: «Poesía pagana») es una canción de la cantante islandesa Björk, tomado de su álbum Vespertine. La canción alcanzó el número 38 en los gráficos musicales de Reino Unido y número 12 en Canadá. Fue escrita y producida por Björk con una producción adicional por Marius De Vries y mezclado por Mark "Spike" Stent. El video musical de la canción fue uno de los más controvertidos en toda la carrera de la cantante.

## Historia
La canción «Pagan Poetry» fue escrita y producida por Björk.

Hemos discutido cómo hacer algo con la imagen en movimiento que era un espejo de lo que estaba pasando musicalmente... Tenía que tener una mirada diferente de las imágenes de vídeo y de las imágenes de vídeo alteradas digitalmente. Sabía que tenía que mirar como exquisitos como sea posible. Es quitando el artificio y los efectos digitales, en la imagen cruda de Björk.

## Video musical

### Desarrollo
El video musical fue dirigido por Nick Knight quien ya había fotografiado a Björk para la portada del álbum Homogenic de (1997). Knight explica que el video narra sobre «una mujer preparándose para el matrimonio y para su amante». Fue considerado uno de los vídeos más controvertidos de Björk. El video contiene tres escenas: una toma de video de perforaciones, un vídeo privado real grabado por Björk y una escena con el vestido blanco diseñado por Alexander McQueen.
La escena de los pírsines y la escena del vestido se hicieron en un día, en junio de 2001, en el estudio de fotografía de Nick Knight al noroeste de Londres. Las primeras escenas pertenecen a efectos visuales de posproducción por Peter Marin. Marin editó principalmente las escenas privadas y de perforaciones con un efecto abstracto, lineal y casi acuarelístico. Para las perforaciones se utilizaron dobles, un equipo de pírsines y una enfermera. Björk solo perforó su oreja con los hilos de perlas. La escena con el vestido fueron grabadas directamente, sin ninguna edición y cortes.

### Trama
El video comienza con una imagen desenfocada de un hilo, por donde caen algunas perlas. Seguido a éste, un líquido blanco salta a la toma, haciendo alusión a un orgasmo. A continuación, se muestra escenas explícitas de sexo no simulado (como felación y penetración vaginal) veladas por un efecto rotoscópico y animaciones en 3D. A lo largo de estas escenas, aparecen perforaciones reales de alto riesgo. Estas escenas, junto a las escenas sexuales se entrecortan y son mostradas con los efectos mencionados. Luego, Björk aparece con el vestido blanco diseñado por Alexander McQueen, que cubre de cintura a abajo del cuerpo. En toda la parte superior, principalmente en el pecho, varias perlas se encajan a través de su piel. Ella se agita emocionalmente al ritmo de la música, jalándose algunos hilos con perlas. Finalmente, aparece la "espalda" de Björk perforada por un corsé de pírsines.

### Censura
El video musical fue considerado en la lista de MTV como uno de los videos más controvertidos, al poseer imágenes de sexo explícito, sexo oral y perforaciones de alto riesgo. Fue censurado en Estados Unidos y Latinoamérica. Fue finalmente pasado a MTV2 para ser mostrado sin ninguna edición.

## Lista de canciones
El sencillo fue lanzado en CD dobles y un DVD. Los cedés incluyen un remix por Mathew Herbert, una nueva versión de la canción «Aurora» del álbum Vespertine, y unas canciones de lado B «Batabid» y «Domestica». En un comienzo, Domestika era el título de trabajo para Vespertine, y la canción era incluida como «Lost Keys», pero más tarde se cambió.

## Recepción
«Pagan Poetry» ha sido muy elogiado por la crítica, citando como un punto culminante del álbum. Allmusic, dijo de "Pagan Poetry", que "comparte una serenidad amplia con más los más silenciosos momentos del álbum" e incluyó esta canción como una selección de pista, la revista Rolling Stone dijo: "Pagan Poetry", despliega los cielos de Zeena Parkins con el arpa y un buque de cajas de música con un toque de casa de té asiático. Blender dijo: "Pagan Poetry" suena como el preludio de un interludio sexual particularmente exótico". En marzo de 2006, en el número 77 de la edición española de Rolling Stone, "Pagan Poetry" fue clasificado con el número 38 por los profesionales de la música española y los expertos en una lista de las mejores canciones del siglo 21. Slant Magazine dijo del álbum "Vespertine delicadamente deja rastros del ciclo de dicha relación" y llamó a la canción "la pérdida de la identidad personal y la completa trampa posesiva" Pitchfork Media colocó la canción en el número 227 en su lista de "El Top 500 canciones de la década de 2000".

### CD1
1. «Pagan Poetry» (video edit) - 4:01
2. «Pagan Poetry» (Matthew Herbert Handshake Mix) - 6:16
3. «Aurora» (Thomas Knak|Opiate Version) - 4:06

### CD2
1. «Pagan Poetry» - 5:17
2. «Domestica» - 3:25
3. «Batabid» - 2:26

### DVD
1. «Pagan Poetry» (video musical)
2. «Pagan Poetry» (Matthew Herbert Handshake Mix)
3. «Aurora» (Thomas Knak|Opiate Version)